# Heptastadion

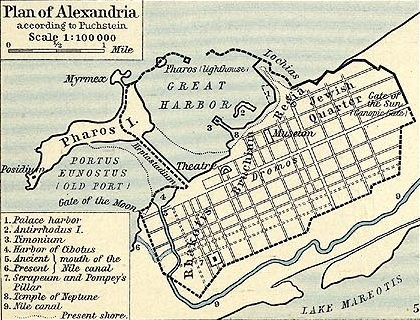
Mappa di Alessandria in cui si può notare l'Heptastadion che collega l'isola di Faro con la costa.

Per Heptastadion  (in greco antico: Ὲπταστάδιον?, Heptastádion) si intende un'antica strada rialzata, spesso definita però in termini di molo o diga, costruita ad Alessandria, in Egitto, durante il periodo tolemaico. L'Heptastadion fu creato per collegare l'isola di Faro con la costa e il suo nome altro non era che la sua lunghezza (Heptastadion è la parola greca per sette stadi, dove hepta significa sette, mentre lo stadio è un'unità di misura greca che misura approssimativamente 180 m). Nel complesso era più lungo di tre quarti di miglio.

## Storia
Alessandro Magno fondò la città di Alessandria d'Egitto nel 332 a.C. circa nel luogo in cui era situato il piccolo villaggio di pescatori di Rhacotis (o Racotide) per farne una base per la propria flotta. La città venne costruita su una ristretta cresta calcarea, di fronte all'isola di Faro, dove poi sarebbe stato costruito l'omonimo faro. I soldati al comando di Alessandro sgomberarono la sabbia e i depositi di sedimenti che rendevano il porto inutilizzabile, e l'ingegnere di Alessandro, Dinocrate, collegò il porto di Alessandria e l'isola di Faro con un ponte lungo 1200 metri e largo 200, creando due bacini portuali per le navi commerciali e per quelle militari. Il bacino nord-orientale (chiamato porto orientale) fu designato per le imbarcazioni militari, e il bacino sud-occidentale (noto come il porto principale di Alessandria) fu destinato ad usi commerciali.
Nel periodo tolemaico il faro venne costruito per ordine di Tolomeo I e Tolomeo II. È probabile che Tolomeo I fosse stato anche il responsabile della costruzione dell'Heptastadion. La strada rialzata formava un'ulteriore barriera che separava i due porti di Alessandria di fronte all'oceano. Questo accorgimento aveva il vantaggio di proteggere i porti dalla forza delle forti correnti occidentali. Il lato orientale del molo divenne il Porto Magno (il Grande Porto o Porto Reale), oggi una baia aperta. Il lato occidentale divenne il Porto Eunosto (il porto commerciale), con suo bacino Kibotos, oggi enormemente allargato per costruire il porto moderno. Due canali con dei ponti sopra furono lasciati sotto la strada rialzata per permettere l'accesso tra i due porti. Giulio Cesare ordinò che questi canali fossero bloccati durante la guerra civile. Si ritiene inoltre che l'Heptastadion sia stato usato come acquedotto mentre Faro era disabitata, e ricerche geofisiche hanno indicato che esso fu parte della rete stradale dell'antica città. 